# Rostanga anthelia
Rostanga anthelia is een slakkensoort uit de familie van de Discodorididae. De wetenschappelijke naam van de soort is voor het eerst geldig gepubliceerd in 1991 door Perrone.